# Fonction trigonométrique généralisée
En analyse mathématique, les fonctions trigonométriques généralisées sont une extension des fonctions de la trigonométrie classique (fonctions circulaires, hyperboliques, circulaires réciproques et hyperboliques réciproques). Elles ont d'abord été étudiées par le mathématicien suédois Erik Lundberg (1846–1911) dans le cadre de la résolution des intégrales abéliennes.

## Histoire

Courbes de Fermat pour p = 1, 2,...

Erik Lundberg introduit ces fonctions dans le cadre de la résolution de l'équation différentielle :
{\displaystyle y'=(1\pm y^{p})^{\frac {m}{p}}}
avec m et p deux entiers tels que m < p. Il appelle alors les solutions fonctions hypergoniométriques, comme généralisations des fonctions trigonométriques circulaires et hyperboliques. Lundberg s'intéresse aux cas m = p, m = 2 et p impair, et m = p – 1, ce dernier cas correspondant à la courbe de Fermat (en) d'ordre p.

## Définitions
On peut définir les fonctions trigonométriques généralisées de trois façons équivalentes.

### Par un système différentiel
On peut définir les fonctions cosp et sinp comme les solutions du système différentiel :
{\displaystyle {\begin{cases}x'(t)=-y(t)^{p-1},\ \forall t\in \mathbb {R} \\y'(t)=x(t)^{p-1},\ \forall t\in \mathbb {R} \\x(0)=1\\y(0)=0\end{cases}}}

### Par des intégrales abéliennes
Trigonométrie circulaire
On pose la fonction, pour {\displaystyle p>1} :
{\displaystyle \arcsin _{p}(x)=\int _{0}^{x}(1-t^{p})^{-{\frac {1}{p}}}\mathrm {d} t}
et on note {\textstyle \pi _{p}=2\arcsin _{p}(1)={\frac {\pi }{p}}\mathrm {csc} {\frac {\pi }{p}}={\frac {2}{p}}\mathrm {B} ({\frac {p-1}{p}},{\frac {1}{p}})}.
Cette fonction est bijective, et on note sinp sa réciproque. Cette fonction peut être prolongée de {\displaystyle [0;\pi _{p}/2]} sur {\displaystyle \mathbb {R} } par des propriétés de symétrie et d'imparité : on pose d'abord
{\displaystyle \forall x\in [\pi _{p}/2,\pi _{p}],\sin _{p}(x)=\sin _{p}(\pi _{p}-x)}
puis on prolonge sur {\displaystyle [-\pi _{p},\pi _{p}]} comme une fonction impaire.
On en déduit la définition du cosinus généralisé par sa fonction réciproque :
{\displaystyle \arccos _{p}(x)=\int _{(1-x^{p})^{1/p}}^{1}(1-t^{p})^{-{\frac {1}{p}}}\mathrm {d} t}
Trigonométrie hyperbolique
On pose la fonction, pour {\displaystyle p>1} :
{\displaystyle \forall x>0,\mathrm {argsh} _{p}(x)=\int _{0}^{x}(1+t^{p})^{-{\frac {1}{p}}}\mathrm {d} t,\mathrm {argsh} _{p}(-x)=-\mathrm {argsh} _{p}(x)}
Cette fonction est bijective, et on note sinhp sa réciproque.
On en déduit la définition du cosinus hyperbolique généralisé et de la tangente hyperbolique généralisée :
{\displaystyle \forall x\in \mathbb {R} ,\cosh _{p}(x)=\sinh _{p}'(x),\ \tanh _{p}(x)={\frac {\sinh _{p}(x)}{\cosh _{p}(x)}}.}
On retrouve alors des identités similaires à celles impliquant les fonctions trigonométriques circulaires usuelles :
{\displaystyle \forall x\in \mathbb {R} ,\cos _{p}^{p}(x)-\sin _{p}^{p}(x)=1}

### Par une étude d'aire
En considérant le cercle unité d'équation {\displaystyle x^{2}+y^{2}=1}, on peut montrer que, pour t réel, le nombre X = cos t est l'unique réel vérifiant :
{\displaystyle {\frac {1}{2}}X{\sqrt {1-X^{2}}}+\int _{X}^{1}(1-u^{2})^{-{\frac {1}{2}}}\,\mathrm {d} u={\frac {t}{2}}}
De même, en considérant l'hyperbole unité d'équation {\displaystyle x^{2}-y^{2}=1}, on peut montrer que, pour t réel, X = cosh t est l'unique réel vérifiant :
{\displaystyle {\frac {1}{2}}X{\sqrt {X^{2}-1}}+\int _{X}^{1}(u^{2}-1)^{-{\frac {1}{2}}}\,\mathrm {d} u={\frac {t}{2}}}
Ainsi, par extension, on peut poser que pour t réel, X = cosp t est l'unique réel vérifiant :
{\displaystyle {\frac {1}{2}}X{\sqrt[{p}]{1-X^{p}}}+\int _{X}^{1}(1-u^{p})^{-{\frac {1}{p}}}\,\mathrm {d} u={\frac {t}{2}}}

### Cas particuliers
Dans le cas p = 1, qui renvoie à la métrique de la distance taxicab, les fonctions trigonométriques généralisées sont parfois appelées sinus taxicab, cosinus taxicab, etc.
Dans le cas p = 4, la courbe est appelée squircle et certains auteurs parlent de squigonométrie.

## Propriétés
De façon similaire, on définit les fonctions tangente, sécante, cotangente et cosécante généralisées par :
{\displaystyle \tan _{p}(t)={\frac {\sin _{p}(t)}{\cos _{p}(t)}},\ \mathrm {sec} _{p}(t)={\frac {1}{\cos _{p}(t)}},\ \mathrm {cot} _{p}(t)={\frac {\cos _{p}(t)}{\sin _{p}(t)}}={\frac {1}{\tan _{p}(t)}},\ \mathrm {csc} _{p}(t)={\frac {1}{\sin _{p}(t)}}.}

### Expressions directes
On peut exprimer les fonctions trigonométriques généralisées à partir des fonctions trigonométriques usuelles :
{\displaystyle {\begin{aligned}\sin _{p}(t)={\frac {\sin(t)}{\sqrt[{p}]{|\cos(t)|^{p}+|\sin(t)|^{p}}}},&\quad \cos _{p}(t)={\frac {\cos(t)}{\sqrt[{p}]{|\cos(t)|^{p}+|\sin(t)|^{p}}}},\\\tan _{p}(t)=\tan(t),&\quad \mathrm {sec} _{p}(t)={\frac {\sqrt[{p}]{|\cos(t)|^{p}+|\sin(t)|^{p}}}{\cos(t)}},\\\mathrm {cot} _{p}(t)=\mathrm {cot} (t),&\quad \mathrm {csc} _{p}(t)={\frac {\sqrt[{p}]{|\cos(t)|^{p}+|\sin(t)|^{p}}}{\sin(t)}}.\end{aligned}}}

### Dérivées
On a :
{\displaystyle {\begin{matrix}\sin _{p}'(t)=\cos _{p}(t)^{p-1}&\quad &\cos _{p}'(t)=-\sin _{p}(t)^{p-1}&\quad &\tan _{p}'(t)=\mathrm {sec} _{p}(t)^{2}\\\mathrm {cot} _{p}'(t)=-\mathrm {sec} _{p}(t)^{2}&\quad &\mathrm {sec} _{p}'(t)=\mathrm {sec} _{p}(t)^{2}\sin _{p}(t)^{p-1}&\quad &\mathrm {csc} _{p}'(t)=-\mathrm {csc} _{p}(t)^{2}\cos _{p}(t)^{p-1}\end{matrix}}}

## Applications
Ces fonctions apparaissent comme fonctions propres du p-laplacien. En effet, on a :
{\displaystyle {\begin{aligned}{\frac {\mathrm {d} ^{2}}{\mathrm {d} t^{2}}}\sin _{p}(t)=-(p-1)\cos _{p}(t)^{p-1}\sin _{p}(t)^{p-2}\\{\frac {\mathrm {d} ^{2}}{\mathrm {d} t^{2}}}\cos _{p}(t)=-(p-1)\sin _{p}(t)^{p-1}\cos _{p}(t)^{p-2}\end{aligned}}}
Ainsi, cosp et sinp sont les solutions de l'équation différentielle non linéaire du second degré :
{\displaystyle u''=-(p-1)u^{p-1}(1-u^{p})^{\frac {p-2}{p}}}

## Extensions à deux paramètres
En 2012, Shingeku Takeuchi définit des fonctions trigonométriques généralisées à deux paramètres, ainsi que des extensions des fonctions elliptique de Jacobi,; par exemple, en reprenant la définition par les intégrales abéliennes, on peut définir, pour {\displaystyle p,q>1} :
{\displaystyle \arcsin _{p,q}(x)=\int _{0}^{x}(1-t^{q})^{-{\frac {1}{p}}}\mathrm {d} t}